# 트롬빈
트롬빈(영어: Thrombin)은 혈액 응고에 관련되는 단백질 분해효소로, 혈장 속에서는 전구체인 프로트롬빈(prothrombin)으로 존재한다.

## 프로트롬빈
프로트롬빈(prothrombin)은 트롬빈의 전구물질로, 혈청 속에 들어 있는 단백질의 하나. 트롬빈으로 변하여 혈액을 응고시킨다. 

## 프로트롬빈 분해효소
프로트롬빈 분해효소(prothrombin分解酵素)는 혈액 응고에 관여하는 주요 효소. 혈액 응고의 과정 중 칼슘 이온과 혈소판이 존재할 때 프로트롬빈이 트롬빈으로 전환되는 과정을 촉매한다.

## 프로트롬빈 시간
프로트롬빈시간(prothrombin時間)은 혈액에 칼슘을 집어넣는 경우에 프로트롬빈이 트롬빈으로 변하는 데 걸리는 시간. 이는 혈액 응고 외인성 경로의 이상을 알아볼 수 있는 검사로 활용된다.

## 같이 보기
- 항응고제
- 피브린